# ديفيد غرين (سائق سيارة سباق)
ديفيد غرين (بالإنجليزية: David Green)‏ هو سائق سيارة سباق أمريكي، ولد في 28 يناير 1958 في أوينسبورو في الولايات المتحدة.

## وصلات خارجية
- ديفيد غرين على موقع Racing-Reference.info (الإنجليزية)